# Zhoudynastin
Zhoudynastin (周朝; Zhōu cháo) var en antik kinesisk dynasti som inleddes år 1045/46 f.Kr. och upphörde år 256 f.Kr. Den följde på Shangdynastin och är den längsta dynastin i Kinas historia. Under perioden övergick Kina från bronsålder till järnålder. Den första delen av dynastin kallas Västra Zhoudynastin. Flytten av huvudstaden år 770 f.Kr. österut från dagens Xi'an till Luoyang markerar övergången till Östra Zhoudynastin och är även starten på tidsperioden vår- och höstperioden. Östra Zhoudynastins senare del överlappar epoken de stridande staterna. 
Zhoudynastin karakteriseras av en svag kungamakt och av att landet är splittrat i ett flertal feodalstater som mot slutet av perioden blir mer och mer självständiga och drabbar samman i ett flera sekel långt inbördeskrig. Under Östra Zhoudynastin blomstrar vetenskapen och utvecklingen av krigsteknologin och perioden är även Kinas filosofiska storhetstid. Zhoudynastin följs av Qindynastin.

## Historia
Zhou var i slutet av Shangdynastin en stamgrupp som levde i nuvarande Shaanxi. Efter att från början ha varit underställd den regerande Shangdynastin utbröt ett krig mellan de två grupperna. Konflikten slutade med att Kung Wu genomförde en fullskalig invasion av Shangdynastins territorium och vid slaget vid Muye 1046 f.Kr. störtade dynastin. Kung Wu etablerade därmed Zhoudynastin.

### Västra Zhoudynastin (1046–771 f. Kr.)
Efter bildandet av Zhoudynastin etablerades huvudstaden vid Haojing vid Fengfloden cirka 20 km väster om dagens Xi'an. Huvudstadens västliga läge har gett perioden dess namn. Landets territorium delades upp i regioner som med ett vasallsystem leddes av personer som hade relationer med Zhoudynastins kungar. De första decennierna av Västra Zhoudynastin var politiskt stabila och ekonomiskt välmående. Jordbruk var fortfarande den viktigaste industrin, men hantverk inom textil, bryggeri och metallurgi gjorde också stora framsteg där bronsgjutning är ett tydligt exempel.
Under andra halvan av Västra Zhoudynastin blev de lokala härskarna och regionerna allt mer självständiga och kungamakten försvagades gradvis. Kung Li var en extremt grym ledare, vilket resulterade i en revolt där han helt förlorade makten. Landet gick in i ett interregnum kallat Gonghe som varade från 841 till 828 f.Kr. Västra Zhoudynastins sista regent, Kung You, avsatte drottning Shen, och gjorde sin favoritkonkubin Bao Si till drottning. Drottning Shens släkt tog då hjälp av nomadfolket Rong och mördade kungen år 771 f.Kr.. Huvudstaden plundrades, och händelsen markerade slutet för Västra Zhoudynastin.

### Östra Zhoudynastin (770–256 f.Kr.)

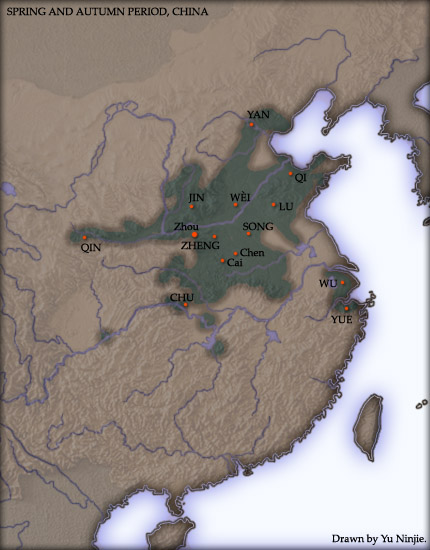
Zhoudynastin under vår- och höstperioden.

Efter Kung Yous död tog Kung Ping makten och flyttade 770 f.Kr. huvudstaden österut till Wangcheng (dagens Luoyang), vilket markerar starten för Östra Zhoudynastin, och även starten för vår- och höstperioden (770 f.Kr.–481 f.Kr.). Slutet av Östra Zhoudynastin sammanfaller till stor del med de stridande staternas period (403 f.Kr.–221 f.Kr.) då den kungliga makten kraftigt försvagas, för att slutligen helt upphöra 256 f.Kr.

#### Vår- och höstperioden (770–481 f.Kr.)
Efter flytten av huvudstaden var kungarnas makt kraftigt reducerad, och de olika feodalstaterna började mer och mer agera som självständiga riken, och vissa vasaller slutade ta order från kungarna. I början av vår- och höstperioden fanns upp emot 200 stater som sökte makten i riket. Bland dessa brukar man räkna 15 till 20 som tillräckligt stora för att ha utgjort ett reellt hot mot kungamakten. De viktigaste av dem var Qin, Jin, Qi och Chu. Alla dessa stater räknade sig som vasallstater under Zhou, men i praktiken löd de sällan under kungen.
Det första stora hotet mot Zhou kom från vasallstaten Zheng som hade börjat ifrågasätta kungens makt. År 707 f.Kr. utbröt det första kriget mellan dem och kungamakten. Zhoukungen Kung Huan kallade då in andra vasallstaters arméer för att slå ut Zheng. Följden blev en katastrofal förlust där kungen själv skadades, vilket öppnade för kraftigare kritik från andra stater. Zhengs storhetstid varade dock inte länge utan minskade snart efter kriget, och flera andra stater försökte ta över makten. Medan Zhou fortfarande formellt regerade, blev dynastin de facto allt mer maktlös.
Under vår- och höstperioden gick Kina stegvis över från bronsåldern till järnåldern, vilket ledde till ett uppsving för jordbruket där man nu kunde börja plöja med järnplogar. I slutet av vår- och höstperioden hade metoder för att gjuta järn utvecklats, vilket var effektivare än att smida järnet. Även tekniker för att härda metall utvecklades, och detta möjliggjorde massproduktion av vapen och jordbruksredskap.

#### De stridande staterna (403–221 f.Kr.)

Zhou skrivet med historisk bronsskrift (överst), sigillskrift (mitten) och kinesisk normalstil (nederst)

På 400-talet f.Kr. utbröt öppna krig mellan alla de större staterna, och krigen blev snabbt extremt blodiga. Krönikorna berättar att enstaka slag ofta tog flera tiotusentals liv. Som följd av krigen utvecklades även krigsteknologin hastigt, och bland annat armborst och kavalleri började att användas.
Från mitten av 300-talet f.Kr. började härskarna över vasallstaterna kalla sig för kungar, och symboliskt började Zhous makt att förfalla på riktigt. Mot slutet av de stridande staterna återstod endast sju stater som stred om makten; Qin, Chu, Qi, Han, Zhao, Wei och Yan.
I mitten av 300-talet f.Kr. var Wei den starkaste staten, med snart blev Qi och Qin starka hot, där Qin visade sig vara den starkaste. En anledning till att Qins styrka växte snabbt var införandet av Shang Yangs reformer i enighet med legalismen. En annan anledning var att Qin låg geografiskt avskilt från de centrala staterna, vilket gjorde att Qin kunde utvecklas självständigt. Detta i kombination med att Qin hade en robust militär tradition efter att ständigt behövt försvara sig från nomadiska stammar från väster. Under ledning av Kung Zhaoxiang (r. 307–251 f.Kr.) var Qin den klart överlägsna staten i början av 200-talet f.Kr.
År 256 f.Kr. avsätts Zhoudynastins kungarna definitivt av staten Qin och när dynastin sista ledare, Kung Nan avlider samma år har Zhoudynastin fallit. År 221 f.Kr. hade Qin efter Qins föreningskrig besegrat alla övriga stater och grundade Qindynastin.

## Maktfördelning
För att legitimera Zhoudynastins makt presenterade Hertigen av Zhou (som var bror till Kung Wu) konceptet Himlens mandat vilket innebar att den ledare som fick stöd från "himmelen", hade rätt att styra landet. Att den tidigare Shangdynastin hade förfallit bevisade att dess kungar saknat Himlens mandat. Härskarna av Zhou tog liksom sina föregångare titeln wang (王), som betyder kung. Hertigen av Zhou fastställde även successionsordningen där den äldste av kungens söner som var född av drottningen blev tronarvinge.
Kungens makt var begränsad då landets territorium delades upp i regioner som med ett vasallsystem leddes av personer med relation till Zhoudynastins kungar. De lokala härskarna fick titlar som hertig eller markis, och regionerna styrdes som feodalstater. Militärmakten förblev dock huvudsakligen centraliserad. Ursprungligen skapades 71 feodalstater, men antalet kom senare att växa. Vasallerna tog under Östra Zhoudynastin allt mer makt ifrån kungen, vilket starkt bidrog till Zhoudynastins fall 256 f.Kr., då kungen avsattes av vasallstaten Qin.

## Vetenskap och filosofi
Zhoudynastin, och speciellt perioden från 500-talet till 200-talet f.Kr. ses ofta som Kinas filosofiska, men även vetenskapliga, storhetstid. Det fanns många, ofta kringresande, intellektuella som utarbetade många teorier inom varierande områden, där en del teorier är levande även i nutid. Dessa mångsidiga läror kallas för de hundra skolorna. Många var filosofer, men även militärstrateger, samhällsstrateger och naturvetare var framgångsrika.
Teorier om hur världen fungerade såsom yin och yang beskrevs i Kinas äldsta verk Förvandlingarnas bok från runt 1000-talet f.Kr. I slutet av vår- och höstperioden skrev generalen Sun Zi boken Krigskonsten, som beskriver och analyserar krigsstrategi på ett rationellt sätt och har visat sig användbar i både militära och civila situationer än i dag. Namnskolan, som kom från mohismen gjorde avancerade lingvistiska analyser under tiden för de stridande staterna. Ett annat viktigt verk är poesisamlingen Shi Jing ("Sångernas bok") som skrevs under Västra Zhoudynastin och är en viktig historisk källa.
Astronomin gjorde stora framsteg under vår- och höstperioden. Iakttagelserna av kometer under perioden är de tidigaste i världen. 800 namngivna stjärnor dokumenterades, och en kalender som definierade ett år till 365 dagar och 6 timmar användes, vilket var den mest exakta för sin tid. Metallurgin var framstående och järn och stål utvecklades med effektiva framställningsmetoder. Väg- och vattenbyggnadsteknikens framsteg under perioden kan exemplifieras av uppförandet av Dujiangyans bevattningssystem.

### Konfucianism

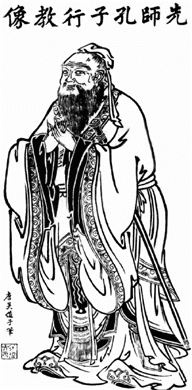
Konfucius i en traditionell avbildning.

Konfucius levde i slutet av vår- och höstperioden och är en av de absolut viktigaste kineserna i historien. Konfucius lade basen till konfucianismen som har varit en viktig grundsten i det kinesiska tankesättet fram till nutid.
Konfucius uttalanden och teser skrevs under tiden för de stridande staterna ned av hans lärjungar i dialogboken Analekterna ("Samtalen"). Konfucianismens grunder skrevs ner i de fem klassikerna, däribland "Dokumentens bok" som beskriver de politiska visionerna och "Riternas bok" som förklarar sociala relationer och riter. En tredje av dessa klassiker är krönikan Vår- och höstannalerna som har gett epoken vår- och höstperioden sitt namn.
Konfucianismen utvecklades vidare efter Konfucius död av filosofer som Mencius och Xun Zi som levde under perioden de stridande staterna. Mencius liv och tankar dokumenterades i boken med samma namn; Mencius som sannolikt skrevs i slutet av 300-talet f.Kr.

### Daoism
Konfucianismens motsats daoismen (eller taoismen) uppkom under vår- och höstperioden. Lao Zi, som inte med säkerhet har existerat, tillskrivs grundandet av filosofin. Lao Zi påstås även ha skrivit aforismsamlingen Daodejing "Vägens och dygdens bok" innan han dog. Filosofen Zhuang Zi var också viktig för daoismens utformande, och han skrev verket Zhuangzi på 300-talet f.Kr.

### Legalism
Under slutet av Zhoudynastin uppkom legalismen, som står för teorier om hur statsmakten ska skötas. Legalismen var officiell statsfilosofi för staten Qin och dess främsta företrädare var filosofen och statsmannen Shang Yang. Shang Yangs idéer sammanställdes i "Herren Shangs Bok". En annan framträdande person inom legalismen var Han Feizi, som även var intresserad av taoismen.

## Regentlängd
Se även Lista över Kinas kejsare
| Postumt namn       | Namn på kinesiska | Regeringsår     |
| ------------------ | ----------------- | --------------- |
| Kung Wu            | 周武王            | 1046–1043 f.Kr. |
| Kung Cheng         | 周成王            | 1042–1021 f.Kr. |
| Kung Kang          | 周康王            | 1020–996 f.Kr.  |
| Kung Zhao          | 周昭王            | 995–977 f.Kr.   |
| Kung Mu            | 周穆王            | 976–922 f.Kr.   |
| Kung Gong          | 周共王            | 922–900 f.Kr.   |
| Kung Yih           | 周懿王            | 899–892 f.Kr.   |
| Kung Xiao          | 周孝王            | 891–886 f.Kr.   |
| Kung Yi            | 周夷王            | 885–878 f.Kr.   |
| Kung Li            | 周厲王            | 877–841 f.Kr.   |
| Interregnum Gonghe | 共和              | 841–828 f.Kr.   |
| Kung Xuan          | 周宣王            | 827–782 f.Kr.   |
| Kung You           | 周幽王            | 781–771 f.Kr.   |
| Kung Ping          | 周平王            | 770–720 f.Kr.   |
| Kung Huan          | 周桓王            | 719–697 f.Kr.   |
| Kung Zhuang        | 周莊王            | 696–682 f.Kr.   |
| Kung Xi            | 周僖王            | 681–677 f.Kr.   |
| Kung Hui           | 周惠王            | 676–652 f.Kr.   |
| Kung Xiang         | 周襄王            | 651–619 f.Kr.   |
| Kung Qing          | 周頃王            | 618–613 f.Kr.   |
| Kung Kuang         | 周匡王            | 612–607 f.Kr.   |
| Kung Ding          | 周定王            | 606–586 f.Kr.   |
| Kung Jian          | 周簡王            | 585–572 f.Kr.   |
| Kung Ling          | 周靈王            | 571–545 f.Kr.   |
| Kung Jing          | 周景王            | 544–521 f.Kr.   |
| Kung Dao           | 周悼王            | 520 f.Kr.       |
| Kung Jing          | 周敬王            | 519–476 f.Kr.   |
| Kung Yuan          | 周元王            | 475–469 f.Kr.   |
| Kung Zhending      | 周貞定王          | 468–442 f.Kr.   |
| Kung Ai            | 周哀王            | 441 f.Kr.       |
| Kung Si            | 周思王            | 441 f.Kr.       |
| Kung Kao           | 周考王            | 440–426 f.Kr.   |
| Kung Weilie        | 周威烈王          | 425–402 f.Kr.   |
| Kung An            | 周安王            | 401–376 f.Kr.   |
| Kung Lie           | 周烈王            | 375–369 f.Kr.   |
| Kung Xian          | 周顯王            | 368–321 f.Kr.   |
| Kung Shenjing      | 周慎靚王          | 320–315 f.Kr.   |
| Kung Nan           | 周赧王            | 314–256 f.Kr.   |